# Honda Civic (1979)
Quella presentata nel 1979 rappresenta la seconda serie della Honda Civic, berlina prodotta dalla Honda, sostituendo la prima serie e restando in produzione fino al 1983.

## Il contesto
La seconda generazione della Civic impose un aumento delle dimensioni esterne e segnò l'introduzione delle versioni berlina e familiare e della prima versione a 5 porte. I motori disponibili erano due, uno di 1,3l e l'altro di 1,5l, ed entrambi erano caratterizzati dalla tecnologie CVCC-II.

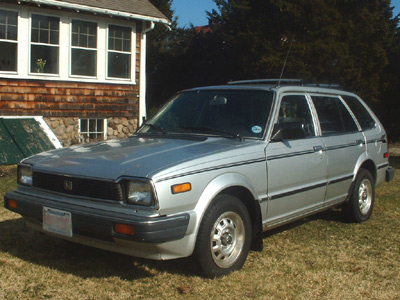
La versione Station wagon

Gli allestimenti disponibili erano inizialmente tre: un allestimento base, uno intermedio denominato DX ed uno relativamente più ricco denominato GL che veniva abbinato unicamente alla motorizzazione di 1,5l. Rispetto alla versione base, la DX aggiungeva non solo qualche accessorio, ma anche un nuovo cambio manuale a 5 marce. Anche la GL non si limitava all'aggiunta di qualche accessorio, ma portava con sé nuove gomme con tele radiali (a differenza delle altre versioni che usavano gomme con tele incrociate).
Un lieve restyling nel 1982 portò la Civic ad adottare fari anteriori rettangolari (in luogo dei precedenti di forma circolare) e paraurti di colore nero (al posto dei precedenti paraurti metallizzati).
Nel 1983 la versione 1500 GL fu rimpiazzata dalla più sportiva Civic S che era dotata di sospensioni più rigide e di una barra antirollio al posteriore. Le gomme erano delle Michelin 165/70R13.

## Motorizzazioni
Tutti i motori della seconda Civic erano dotati del sistema CVCC-II, evoluzione del sistema già adottato sulla prima generazione della Civic.
I motori della serie EN sono costruiti interamente in alluminio e presentano una testata ad 8 valvole. Il motore EN3, così come l'EN4 montato in Europa sulla Triumph Acclaim, monta due carburatori, consentendo così di innalzare la potenza massima fino ad una soglia intorno ai 70 CV.
I motori della serie EM, tra i quali figura l'1,5l montato sulla Civic, hanno invece una testata a 12 valvole e montano un singolo carburatore triplo corpo.
| Modello   | Motore | Cilindrata | Potenza                  | Coppia                        | 0-100 km/h, s | Velocità max (Km/h) | Consumo medio (Km/l) |
| --------- | ------ | ---------- | ------------------------ | ----------------------------- | ------------- | ------------------- | -------------------- |
| 1300 CVCC | EN1    | 1.335 cm³  | 33 kW (45 CV) @5.000 RPM | 83 Nm (8,5 kgm) @3.500 RPM    | -             | -                   | -                    |
| Civic FE  | EN2    | 1.335 cm³  | 45 kW (62 CV) @5.500 RPM | 92 N·m (9,4 kgm) @4.000 RPM   | -             | -                   | -                    |
| 1300 CVCC | EN3    | 1.335 cm³  | 51 kW (69 CV) @5.500 RPM | 98 N·m (10,0 kgm) @3.500 RPM  | -             | -                   | -                    |
| 1500 CVCC | EM     | 1.488 cm³  | 50 kW (68 CV) @5.500 RPM | 100 N·m (10,2 kgm) @3.500 RPM | -             | -                   | -                    |